# Im Eun-ju
Im Eun-ju (koreanisch 임은주; * 13. März 1966) ist eine ehemalige südkoreanische Fußballschiedsrichterin und heutige Sportfunktionärin.
Von 1997 bis 2003 stand sie auf der Liste der FIFA-Schiedsrichter und leitete internationale Fußballpartien. Sie war die erste südkoreanische Frau, die als internationale FIFA-Schiedsrichterin tätig war.
Im wurde für zwei Fußball-Weltmeisterschaften nominiert, bei denen sie insgesamt sieben WM-Spiele leitete (Platz fünf bei den Schiedsrichterinnen mit den meisten WM-Einsätzen). Bei der Weltmeisterschaft 1999 in den Vereinigten Staaten pfiff sie vier Spiele, darunter zwei Gruppenspiele, ein Viertelfinale und das Spiel um Platz 3 zwischen Brasilien und Norwegen (0:0, 5:4 i. E.). Bei der Weltmeisterschaft 2003 in den USA leitete sie drei Spiele, darunter zwei Gruppenspiele und ein Viertelfinale.
Nach ihrem Rücktritt als Schiedsrichterin war Im mehrere Jahre lang Geschäftsführerin des Gangwon FC und des FC Anyang in den südkoreanischen Fußballligen und wurde 2019 zur ersten weiblichen Geschäftsführerin des Baseballteams Kiwoom Heroes ernannt.